# Aquilifer

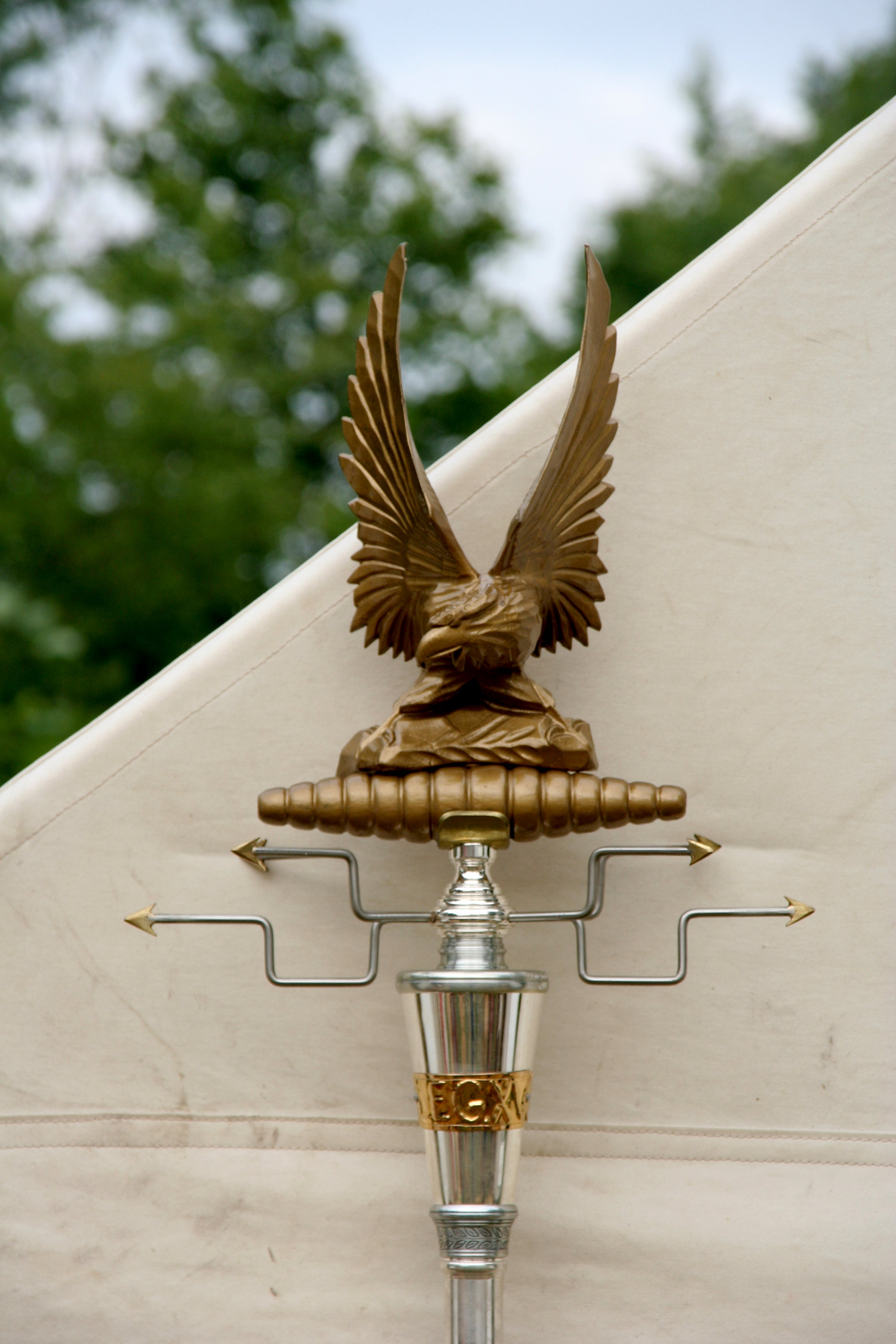
Aquila

Az aquilifer a római légió jelvényhordozója.

## Az aquila
Az aquilifer neve a latin aqulia (sas szóból ered, utalva a jelvényhordozó által hordozott ezüst- – ritkábban arany – sasra, amely a legio jelvénye volt. (Standardizálásra i. e. 104 körül, Marius hadseregreformja keretében került sor, ezt megelőzően más állatokat is hordoztak jelvényként a legiók.
E jelvényből minden legio eggyel rendelkezett, elvesztése a legnagyobb szerencsétlenségnek számított – Suetonius megemlékezik arról, hogy a teutoburgi csata során megsemmisített legiók (a XVII., a XVIII. és a XIX.) aquiláit visszaszerző Germanicus e tettével tovább növelte egyébként is szárnyaló népszerűségét.
A sast a köztársaság korában, békeidőben az aerariumban (kincstár) őrizték, míg háborúban a táborban egy kis szentélyben tartották (sacellum).

## Rang
Az aquilifer rangban kiemelkedett a közkatonák közül. Közvetlenül a centuriók után következett, megelőzvén azok helyetteseit, az optiókat. Zsoldja a közkatonák zsoldjának kétszerese. A császárkorban a jelvényhordozók csoportjába (bővebben: Signiferi) tartozott.